# JLT Condor
JLT–Condor is een voormalige wielerploeg die een Britse licentie had. De ploeg bestond tussen 2005 en 2018. De ploeg kwam uit in de continentale circuits van de UCI.

## Seizoen 2018

### Renners
| Naam                | Geboortedatum | Nationaliteit       | Ploeg 2017      | Ploeg 2019                 |
| ------------------- | ------------- | ------------------- | --------------- | -------------------------- |
| Ian Bibby           | 20-12-1986    | Verenigd Koninkrijk |                 | Madison Genesis            |
| Edmund Bradbury     | 10-09-1992    | Verenigd Koninkrijk |                 | Memil-CCN Pro Cycling      |
| Graham Briggs       | 14-07-1983    | Verenigd Koninkrijk |                 | Vitus Pro Cycling          |
| Germain Burton      | 29-01-1995    | Verenigd Koninkrijk | Neo             | gestopt                    |
| Edward Clancy       | 12-04-1985    | Verenigd Koninkrijk |                 | Vitus Pro Cycling          |
| Matthew Gibson      | 02-09-1996    | Verenigd Koninkrijk |                 | Burgos-BH                  |
| James Gullen        | 15-10-1985    | Verenigd Koninkrijk |                 | ?                          |
| Edward Laverack     | 27-07-1994    | Verenigd Koninkrijk |                 | SwiftCarbon Pro Cycling    |
| Robert-jon Mccarthy | 30-03-1994    | Ierland             |                 | Canyon dhb p/b Bloor Homes |
| Thomas Moses        | 03-05-1992    | Verenigd Koninkrijk |                 | Madison Genesis            |
| Jon Mould           | 04-04-1991    | Verenigd Koninkrijk |                 | Madison Genesis            |
| Alistair Slater     | 11-02-1993    | Verenigd Koninkrijk |                 | Vitus Pro Cycling          |
| Thomas Stewart      | 09-01-1990    | Verenigd Koninkrijk | ONE Pro Cycling | Canyon dhb p/b Bloor Homes |
| Oliver Wood         | 26-11-1995    | Verenigd Koninkrijk | WIGGINS         | Canyon dhb p/b Bloor Homes |

### Overwinningen
| Wedstrijd                           | Datum      | Categorie | Winnaar             |
| ----------------------------------- | ---------- | --------- | ------------------- |
| 3e etappe New Zealand Cycle Classic | 19-01-2018 | 2.2       | Matthew Gibson      |
| 4e etappe New Zealand Cycle Classic | 20-01-2018 | 2.2       | Ian Bibby           |
| Proloog Herald Sun Tour             | 31-01-2018 | 2.1       | Edward Clancy       |
| 6e etappe Ronde van Normandië       | 24-03-2018 | 2.2       | Matthew Gibson      |
| Eindklassement Ronde van Normandië  | 25-03-2018 | 2.2       | Thomas Stewart      |
| 5e etappe Ronde van Loir-et-Cher    | 15-04-2018 | 2.2       | Matthew Gibson      |
| Proloog Ronde van Japan             | 20-05-2018 | 2.1       | Ian Bibby           |
| 2e etappe Rás Tailteann             | 21-05-2018 | 2.2.      | Robert-jon Mccarthy |
| 4e etappe Kreiz Breizh Elites       | 30-07-2018 | 2.2       | Alistair Slater     |
| Grand Prix des Marbriers            | 21-08-2018 | 1.2       | Jon Mould           |

## Seizoen 2017
| Ploegbezetting 2017 | Ploegbezetting 2017 | Ploegbezetting 2017 | Ploegbezetting 2017         | Ploegbezetting 2017          |
| Naam                | Geboortedatum       | Nationaliteit       | Ploeg 2016                  | Ploeg 2018                   |
| ------------------- | ------------------- | ------------------- | --------------------------- | ---------------------------- |
| Ian Bibby           | 20-12-1986          | Verenigd Koninkrijk | NFTO                        |                              |
| Edmund Bradbury     | 10-09-1992          | Verenigd Koninkrijk | NFTO                        |                              |
| Graham Briggs       | 14-07-1983          | Verenigd Koninkrijk |                             |                              |
| Edward Clancy       | 12-04-1985          | Verenigd Koninkrijk |                             |                              |
| Russell Downing     | 23-08-1978          | Verenigd Koninkrijk |                             | Holdsworth                   |
| Alex Frame          | 18-06-1993          | Nieuw-Zeeland       |                             | Trek-Segafredo               |
| Matthew Gibson      | 02-09-1996          | Verenigd Koninkrijk | Neo                         |                              |
| James Gullen        | 15-10-1985          | Verenigd Koninkrijk | Pedal Heaven Race Team      |                              |
| Brenton Jones       | 12-12-1991          | Australië           | Drapac Professional Cycling | Delko Marseille Provence KTM |
| Steven Lampier      | 02-03-1984          | Verenigd Koninkrijk |                             | ?                            |
| Edward Laverack     | 27-07-1994          | Verenigd Koninkrijk |                             |                              |
| Robert-jon Mccarthy | 30-03-1994          | Ierland             | ?                           |                              |
| Thomas Moses        | 03-05-1992          | Verenigd Koninkrijk |                             |                              |
| Jon Mould           | 04-04-1991          | Verenigd Koninkrijk |                             |                              |
| Alistair Slater     | 11-02-1993          | Verenigd Koninkrijk |                             |                              |

| Overwinningen 2017                  | Overwinningen 2017 | Overwinningen 2017 | Overwinningen 2017 |
| Wedstrijd                           | Datum              | Categorie          | Winnaar            |
| ----------------------------------- | ------------------ | ------------------ | ------------------ |
| 3e etappe New Zealand Cycle Classic | 24-01-2017         | 2.2                | Alex Frame         |
| 4e etappe New Zealand Cycle Classic | 25-01-2017         | 2.2                | Jon Mould          |
| 5e etappe New Zealand Cycle Classic | 26-01-2017         | 2.2                | Alex Frame         |
| proloog Istrian Spring Trophy       | 09-03-2017         | 2.2                | Alex Frame         |
| 3e etappe Istrian Spring Trophy     | 12-03-2017         | 2.2                | Alex Frame         |
| 2e etappe Ronde van Taiwan          | 27-03-2017         | 2.1                | James Gullen       |
| 5e etappe Ronde van Taiwan          | 30-03-2017         | 2.1                | Brenton Jones      |
| 2e etappe Ronde van Loir-et-Cher    | 13-04-2017         | 2.2                | Alex Frame         |
| Eindklassement An Post Rás          | 28-05-2017         | 2.2                | James Gullen       |
| 5e etappe Ronde van Korea           | 18-06-2017         | 2.1                | Brenton Jones      |
| Velothon Wales                      | 09-07-2017         | 1.1                | Ian Bibby          |

## Seizoen 2016
| Ploegbezetting 2016 | Ploegbezetting 2016 | Ploegbezetting 2016 | Ploegbezetting 2016     | Ploegbezetting 2016 |
| Naam                | Geboortedatum       | Nationaliteit       | Ploeg 2015              | Ploeg 2017          |
| ------------------- | ------------------- | ------------------- | ----------------------- | ------------------- |
| George Atkins       | 18-08-1991          | Verenigd Koninkrijk | ONE Pro Cycling         | Bike Channel-Canyon |
| Graham Briggs       | 14-07-1983          | Verenigd Koninkrijk |                         |                     |
| Edward Clancy       | 12-03-1985          | Verenigd Koninkrijk |                         |                     |
| Russell Downing     | 23-08-1978          | Verenigd Koninkrijk | Cult Energy Pro Cycling |                     |
| Conor Dunne         | 22-01-1992          | Ierland             | An Post-Chainreaction   | Aqua Blue Sport     |
| Alex Frame          | 18-06-1993          | Nieuw-Zeeland       | ?                       |                     |
| Luke Grivell-Mellor | 09-02-1993          | Verenigd Koninkrijk |                         | ?                   |
| Steven Lampier      | 02-03-1984          | Verenigd Koninkrijk | Team Raleigh            |                     |
| Edward Laverack     | 27-07-1994          | Verenigd Koninkrijk |                         |                     |
| Christopher Lawless | 04-11-1995          | Verenigd Koninkrijk | WIGGINS                 | Axeon-Hagens Berman |
| Thomas Moses        | 03-05-1992          | Verenigd Koninkrijk |                         |                     |
| David Mccarthy      | 15-03-1995          | Ierland             |                         | ?                   |
| Jon Mould           | 04-04-1991          | Verenigd Koninkrijk | ONE Pro Cycling         |                     |
| Alistair Slater     | 11-02-1993          | Verenigd Koninkrijk | An Post-Chainreaction   |                     |
| Stephen Williams    | 09-06-1996          | Verenigd Koninkrijk | Neo                     | SEG Racing Academy  |

| Overwinningen 2016                  | Overwinningen 2016 | Overwinningen 2016 | Overwinningen 2016  |
| Wedstrijd                           | Datum              | Categorie          | Winnaar             |
| ----------------------------------- | ------------------ | ------------------ | ------------------- |
| 1e etappe New Zealand Cycle Classic | 20-01-2016         | 2.2                | Christopher Lawless |
| 2e etappe Ronde van Loir-et-Cher    | 14-04-2016         | 2.2                | Russell Downing     |
| CiCLE Classic                       | 24-04-2016         | 1.2                | Conor Dunne         |

## Seizoen 2015
| Ploegbezetting 2015 | Ploegbezetting 2015 | Ploegbezetting 2015 | Ploegbezetting 2015   | Ploegbezetting 2015  |
| Naam                | Geboortedatum       | Nationaliteit       | Ploeg 2014            | Ploeg 2016           |
| ------------------- | ------------------- | ------------------- | --------------------- | -------------------- |
| Graham Briggs       | 14-07-1983          | Verenigd Koninkrijk |                       |                      |
| Dante Carpenter     | 12-08-1994          | Verenigd Koninkrijk |                       | Richardsons-Trek     |
| Edward Clancy       | 12-03-1985          | Verenigd Koninkrijk |                       |                      |
| Michael Cuming      | 18-12-1990          | Verenigd Koninkrijk |                       | State of Matter-MAAP |
| Felix English       | 11-10-1992          | Ierland             |                       | Madison Genesis      |
| Luke Grivell-Mellor | 09-02-1993          | Verenigd Koninkrijk |                       |                      |
| Richard Handley     | 01-09-1990          | Verenigd Koninkrijk |                       | ONE Pro Cycling      |
| Kristian House      | 06-10-1979          | Verenigd Koninkrijk |                       | ONE Pro Cycling      |
| Richard Lang        | 23-02-1989          | Australië           |                       | gestopt              |
| Edward Laverack     | 27-07-1994          | Verenigd Koninkrijk |                       |                      |
| Joseph Moses        | 10-03-1994          | Verenigd Koninkrijk | Neo                   | ?                    |
| Thomas Moses        | 03-05-1992          | Verenigd Koninkrijk |                       |                      |
| David Mccarthy      | 15-03-1995          | Ierland             | An Post-Chainreaction |                      |
| Harry Tanfield      | 17-11-1994          | Verenigd Koninkrijk | Neo                   | Pedal Heaven         |

## Seizoen 2014
| Ploegbezetting 2014 | Ploegbezetting 2014 | Ploegbezetting 2014 | Ploegbezetting 2014 | Ploegbezetting 2014    |
| Naam                | Geboortedatum       | Nationaliteit       | Ploeg 2013          | Ploeg 2015             |
| ------------------- | ------------------- | ------------------- | ------------------- | ---------------------- |
| Graham Briggs       | 14-07-1983          | Verenigd Koninkrijk | Team Raleigh        |                        |
| Dante Carpenter     | 12-08-1994          | Verenigd Koninkrijk | Neo                 |                        |
| Hugh Carthy         | 09-07-1994          | Verenigd Koninkrijk |                     | Caja Rural-Seguros RGA |
| Edward Clancy       | 12-03-1985          | Verenigd Koninkrijk |                     |                        |
| Michael Cuming      | 18-12-1990          | Verenigd Koninkrijk |                     |                        |
| Felix English       | 11-10-1992          | Ierland             |                     |                        |
| Luke Grivell-Mellor | 09-02-1993          | Verenigd Koninkrijk |                     |                        |
| Richard Handley     | 01-09-1990          | Verenigd Koninkrijk |                     |                        |
| Kristian House      | 06-10-1979          | Verenigd Koninkrijk |                     |                        |
| Richard Lang        | 23-02-1989          | Australië           | Team Jayco-Skins    |                        |
| Edward Laverack     | 27-07-1994          | Verenigd Koninkrijk |                     |                        |
| Thomas Moses        | 03-05-1992          | Verenigd Koninkrijk | Team Raleigh        |                        |
| Chris Opie          | 22-07-1987          | Verenigd Koninkrijk | Team UK Youth       | ONE Pro Cycling        |
| Elliott Porter      | 31-12-1991          | Verenigd Koninkrijk |                     | Team 3M                |
| Jack Sadler         | 25-01-1995          | Ierland             | Neo                 | Team 3M                |
| Will Stephenson     | 27-12-1994          | Verenigd Koninkrijk |                     | ?                      |
| Daniel Whitehouse   | 12-01-1995          | Verenigd Koninkrijk | Neo                 | Team UKYO              |

| Overwinningen 2014                    | Overwinningen 2014 | Overwinningen 2014 | Overwinningen 2014 |
| Wedstrijd                             | Datum              | Categorie          | Winnaar            |
| ------------------------------------- | ------------------ | ------------------ | ------------------ |
| 1e etappe Ronde van Normandië         | 25-03-2014         | 2.2                | Thomas Moses       |
| proloog Mzansi Tour                   | 08-04-2014         | 2.2                | TTT                |
| 3e etappe Ronde van Loir-et-Cher      | 18-04-2014         | 2.2                | Graham Briggs      |
| Eindklassement Ronde van Loir-et-Cher | 20-04-2014         | 2.2                | Graham Briggs      |
| CiCLE Classic                         | 27-04-2014         | 1.2                | Thomas Moses       |
| 2e etappe Ronde van Korea             | 09-06-2014         | 2.1                | Richard Handley    |
| 5e etappe Ronde van Korea             | 12-06-2014         | 2.1                | Michael Cuming     |
| 7e etappe Ronde van Korea             | 14-06-2014         | 2.1                | Hugh Carthy        |
| Eindklassement Ronde van Korea        | 09-06-2017         | 2.1                | Hugh Carthy        |
| Beaumont Trophy                       | 22-06-2014         | 1.2                | Kristian House     |

## Seizoen 2013
| Ploegbezetting 2013 | Ploegbezetting 2013 | Ploegbezetting 2013 | Ploegbezetting 2013 | Ploegbezetting 2013 |
| Naam                | Geboortedatum       | Nationaliteit       | Ploeg 2012          | Ploeg 2014          |
| ------------------- | ------------------- | ------------------- | ------------------- | ------------------- |
| Arron Buggle        | 16-10-1990          | Ierland             | Neo                 | ?                   |
| Hugh Carthy         | 09-07-1994          | Verenigd Koninkrijk | Neo                 |                     |
| Edward Clancy       | 12-03-1985          | Verenigd Koninkrijk |                     |                     |
| Michael Cuming      | 18-12-1990          | Verenigd Koninkrijk |                     |                     |
| Felix English       | 11-10-1992          | Ierland             | Neo                 |                     |
| Luke Grivell-Mellor | 09-02-1993          | Verenigd Koninkrijk | Neo                 |                     |
| Richard Handley     | 01-09-1990          | Verenigd Koninkrijk |                     |                     |
| Kristian House      | 06-10-1979          | Verenigd Koninkrijk |                     |                     |
| Edward Laverack     | 27-07-1994          | Verenigd Koninkrijk | Neo                 |                     |
| James McCallum      | 27-04-1979          | Verenigd Koninkrijk |                     | NFTO                |
| Elliott Porter      | 31-12-1991          | Verenigd Koninkrijk | Neo                 |                     |
| Will Stephenson     | 27-12-1994          | Verenigd Koninkrijk | Neo                 |                     |

| Overwinningen 2013             | Overwinningen 2013 | Overwinningen 2013 | Overwinningen 2013 |
| Wedstrijd                      | Datum              | Categorie          | Winnaar            |
| ------------------------------ | ------------------ | ------------------ | ------------------ |
| Eindklassement Ronde van Korea | 16-06-2013         | 2.2                | Michael Cuming     |

## Seizoen 2012
| Ploegbezetting 2012  | Ploegbezetting 2012 | Ploegbezetting 2012 | Ploegbezetting 2012         | Ploegbezetting 2012 |
| Naam                 | Geboortedatum       | Nationaliteit       | Ploeg 2011                  | Ploeg 2013          |
| -------------------- | ------------------- | ------------------- | --------------------------- | ------------------- |
| Edward Clancy        | 12-03-1985          | Verenigd Koninkrijk |                             |                     |
| Michael Cuming       | 18-12-1990          | Verenigd Koninkrijk | ?                           |                     |
| Dean Downing         | 24-01-1975          | Verenigd Koninkrijk |                             | Madison Genesis     |
| Ben Grenda           | 06-04-1990          | Australië           | ?                           | ?                   |
| Richard Handley      | 01-09-1990          | Verenigd Koninkrijk | Neo                         |                     |
| Kristian House       | 06-10-1979          | Verenigd Koninkrijk |                             |                     |
| Christopher Jennings | 05-02-1991          | Zuid-Afrika         | Burgos 2016-Castilla y León | La Pomme Marseille  |
| Tim Kennaugh         | 28-11-1991          | Verenigd Koninkrijk | Neo                         | ?                   |
| Richard Lang         | 23-02-1989          | Australië           | Team Jayco Skins            | Team Raleigh        |
| James McCallum       | 27-04-1979          | Verenigd Koninkrijk |                             |                     |
| Oliver Rossi         | 11-01-1993          | Verenigd Koninkrijk | Neo                         | ?                   |
| Andrew Tennant       | 03-08-1987          | Verenigd Koninkrijk |                             | Madison Genesis     |

| Overwinningen 2012       | Overwinningen 2012 | Overwinningen 2012 | Overwinningen 2012 |
| Wedstrijd                | Datum              | Categorie          | Winnaar            |
| ------------------------ | ------------------ | ------------------ | ------------------ |
| 5e etappe Ronde van León | 11-08-2012         | 2.2                | Richard Handley    |

## Seizoen 2011
| Ploegbezetting 2011    | Ploegbezetting 2011 | Ploegbezetting 2011 | Ploegbezetting 2011        | Ploegbezetting 2011 |
| Naam                   | Geboortedatum       | Nationaliteit       | Ploeg 2010                 | Ploeg 2012          |
| ---------------------- | ------------------- | ------------------- | -------------------------- | ------------------- |
| Graham Briggs          | 14-07-1983          | Verenigd Koninkrijk |                            | Team Raleigh-GAC    |
| Edward Clancy          | 12-03-1985          | Verenigd Koninkrijk | Motorpoint-Marshalls Pasta |                     |
| Dan Craven             | 01-02-1983          | Namibië             |                            | Team IG-Sigma Sport |
| Zakkari Dempster       | 27-09-1987          | Australië           |                            | Endura Racing       |
| Dean Downing           | 24-01-1975          | Verenigd Koninkrijk |                            |                     |
| Ben Greenwood          | 30-07-1984          | Verenigd Koninkrijk |                            | ?                   |
| Kristian House         | 06-10-1979          | Verenigd Koninkrijk |                            |                     |
| James McCallum         | 27-04-1979          | Verenigd Koninkrijk | Endura Racing              |                     |
| Casey Munro            | 24-01-1985          | Zuid-Afrika         | ?                          | ?                   |
| Tom Southam            | 28-05-1981          | Verenigd Koninkrijk |                            | ?                   |
| Andrew Tennant         | 03-08-1987          | Verenigd Koninkrijk | Motorpoint-Marshalls Pasta |                     |
| Jonathan Tiernan-Locke | 26-12-1984          | Verenigd Koninkrijk |                            | Endura Racing       |
| Dean Windsor           | 09-09-1986          | Australië           |                            | Endura Racing       |

| Overwinningen 2011                   | Overwinningen 2011 | Overwinningen 2011 | Overwinningen 2011     |
| Wedstrijd                            | Datum              | Categorie          | Winnaar                |
| ------------------------------------ | ------------------ | ------------------ | ---------------------- |
| 1e etappe Ronde van Zuid-Afrika      | 19-02-2011         | 2.2                | Kristian House         |
| Eindklassement Ronde van Zuid-Afrika | 26-02-2011         | 2.2                | Kristian House         |
| CiCLE Classic                        | 17-04-2011         | 1.2                | Zakkari Dempster       |
| 5e etappe Ronde van Korea            | 19-04-2011         | 2.2                | Edward Clancy          |
| 1e etappe An Post Rás                | 22-05-2011         | 2.2                | Dean Downing           |
| 1e etappe Ronde de l'Oise            | 09-06-2011         | 2.2                | Zakkari Dempster       |
| 4e etappe Ronde van León             | 04-08-2011         | 2.2                | Dan Craven             |
| 5e etappe Ronde van León             | 05-08-2011         | 2.2                | Jonathan Tiernan-Locke |
| 6e etappe Ronde van León             | 06-08-2011         | 2.2                | Kristian House         |

## Seizoen 2010
| Ploegbezetting 2010    | Ploegbezetting 2010 | Ploegbezetting 2010 | Ploegbezetting 2010         | Ploegbezetting 2010 |
| Naam                   | Geboortedatum       | Nationaliteit       | Ploeg 2009                  | Ploeg 2011          |
| ---------------------- | ------------------- | ------------------- | --------------------------- | ------------------- |
| Graham Briggs          | 14-07-1983          | Verenigd Koninkrijk | Candi TV-Marshalls Pasta RT |                     |
| Dan Craven             | 01-02-1983          | Namibië             |                             |                     |
| Mathew Cronshaw        | 30-12-1988          | Verenigd Koninkrijk |                             | Team Raleigh        |
| Zakkari Dempster       | 27-09-1987          | Australië           | Cycling Club Bourgas        |                     |
| Dean Downing           | 24-01-1975          | Verenigd Koninkrijk |                             |                     |
| Ben Greenwood          | 30-07-1984          | Verenigd Koninkrijk |                             |                     |
| Kristian House         | 06-10-1979          | Verenigd Koninkrijk |                             |                     |
| Darren Lapthorne       | 04-03-1983          | Australië           |                             | Drapac              |
| Christopher Newton     | 29-09-1973          | Verenigd Koninkrijk |                             | gestopt             |
| Tom Southam            | 28-05-1981          | Verenigd Koninkrijk |                             |                     |
| Jonathan Tiernan-Locke | 26-12-1984          | Verenigd Koninkrijk | Team Plowman Craven-Madison |                     |
| Dean Windsor           | 09-09-1986          | Australië           | Drapac-Porsche              |                     |

| Overwinningen 2010         | Overwinningen 2010 | Overwinningen 2010 | Overwinningen 2010     |
| Wedstrijd                  | Datum              | Categorie          | Winnaar                |
| -------------------------- | ------------------ | ------------------ | ---------------------- |
| 5e etappe Ronde van Taiwan | 18-03-2010         | 2.2                | Dean Downing           |
| 6e etappe Ronde van Japan  | 22-05-2010         | 1.2                | Kristian House         |
| 1e etappe An Post Rás      | 23-05-2010         | 2.2                | Dan Craven             |
| 5e etappe An Post Rás      | 27-05-2010         | 2.2                | Jonathan Tiernan-Locke |
| 2e etappe Ronde van Rwanda | 19-11-2010         | 2.2                | Dan Craven             |

## Seizoen 2009
| Ploegbezetting 2009 | Ploegbezetting 2009 | Ploegbezetting 2009 | Ploegbezetting 2009 | Ploegbezetting 2009    |
| Naam                | Geboortedatum       | Nationaliteit       | Ploeg 2008          | Ploeg 2010             |
| ------------------- | ------------------- | ------------------- | ------------------- | ---------------------- |
| Dan Craven          | 01-02-1983          | Namibië             | ?                   |                        |
| Mathew Cronshaw     | 30-12-1988          | Verenigd Koninkrijk | Neo                 |                        |
| Dean Downing        | 24-01-1975          | Verenigd Koninkrijk |                     |                        |
| Ben Greenwood       | 30-07-1984          | Verenigd Koninkrijk |                     |                        |
| Liam Holohan        | 22-02-1988          | Verenigd Koninkrijk | Neo                 | Team Raleigh           |
| Kristian House      | 06-10-1979          | Verenigd Koninkrijk |                     |                        |
| Darren Lapthorne    | 04-03-1983          | Australië           | Drapac-Porsche      |                        |
| Rhys Lloyd          | 23-01-1989          | Verenigd Koninkrijk |                     | ?                      |
| Christopher Newton  | 29-09-1973          | Verenigd Koninkrijk |                     |                        |
| Simon Richardson    | 21-06-1983          | Verenigd Koninkrijk | Team Plowman Craven | Sigmasport Specialized |
| Tom Southam         | 28-05-1981          | Verenigd Koninkrijk | ?                   |                        |

| Overwinningen 2009         | Overwinningen 2009 | Overwinningen 2009 | Overwinningen 2009 |
| Wedstrijd                  | Datum              | Categorie          | Winnaar            |
| -------------------------- | ------------------ | ------------------ | ------------------ |
| Eindklassement An Post Rás | 24-05-2009         | 2.2                | Simon Richardson   |
| 2e etappe Tour de Beauce   | 10-06-2009         | 2.2                | Darren Lapthorne   |
| 4e etappe B Tour de Beauce | 12-06-2009         | 2.2                | Mathew Cronshaw    |
| Brits wegkampioenschap     | 28-06-2009         | CN                 | Kristian House     |

## Seizoen 2008
| Ploegbezetting 2008 | Ploegbezetting 2008 | Ploegbezetting 2008 | Ploegbezetting 2008               | Ploegbezetting 2008   |
| Naam                | Geboortedatum       | Nationaliteit       | Ploeg 2007                        | Ploeg 2009            |
| ------------------- | ------------------- | ------------------- | --------------------------------- | --------------------- |
| Dale Appleby        | 19-12-1986          | Verenigd Koninkrijk | ?                                 | Candi TV-Pinarello RT |
| Adam Bonser         | 29-09-1973          | Verenigd Koninkrijk |                                   | ?                     |
| Ryan Bonser         | 11-08-1988          | Verenigd Koninkrijk |                                   | ?                     |
| Graham Briggs       | 14-07-1983          | Verenigd Koninkrijk |                                   | Candi TV-Pinarello RT |
| Tom Diggle          | 18-04-1988          | Verenigd Koninkrijk |                                   | ?                     |
| Dean Downing        | 24-01-1975          | Verenigd Koninkrijk | DFL-Cyclingnews-Litespeed         |                       |
| Ben Greenwood       | 30-07-1984          | Verenigd Koninkrijk | ?                                 |                       |
| Simon Holt          | 05-04-1988          | Verenigd Koninkrijk |                                   | Candi TV-Pinarello RT |
| Kristian House      | 06-10-1979          | Verenigd Koninkrijk | Navigators Insurance Cycling Team |                       |
| Rhys Lloyd          | 23-01-1989          | Verenigd Koninkrijk | Neo                               |                       |
| Christopher Newton  | 29-09-1973          | Verenigd Koninkrijk |                                   |                       |
| Rob Partridge       | 11-09-1985          | Verenigd Koninkrijk |                                   | Team Halfords         |
| Matthew Rowe        | 28-04-1988          | Verenigd Koninkrijk |                                   | Candi TV-Pinarello RT |

| Overwinningen 2008         | Overwinningen 2008 | Overwinningen 2008 | Overwinningen 2008 |
| Wedstrijd                  | Datum              | Categorie          | Winnaar            |
| -------------------------- | ------------------ | ------------------ | ------------------ |
| 2e etappe An Post Rás      | 19-05-2008         | 2.2                | Dean Downing       |
| 3e etappe An Post Rás      | 20-05-2008         | 2.2                | Christopher Newton |
| 2e etappe Ronde van Saksen | 24-07-2008         | 2.2                | Dean Downing       |

## Seizoen 2007
| Ploegbezetting 2007 | Ploegbezetting 2007 | Ploegbezetting 2007 | Ploegbezetting 2007    | Ploegbezetting 2007 |
| Naam                | Geboortedatum       | Nationaliteit       | Ploeg 2006             | Ploeg 2008          |
| ------------------- | ------------------- | ------------------- | ---------------------- | ------------------- |
| Adam Bonser         | 29-09-1973          | Verenigd Koninkrijk | ?                      |                     |
| Ryan Bonser         | 11-08-1988          | Verenigd Koninkrijk | Neo                    |                     |
| Graham Briggs       | 14-07-1983          | Verenigd Koninkrijk | Agisko-Dart-Cycling.tv |                     |
| Tom Diggle          | 18-04-1988          | Verenigd Koninkrijk | Neo                    |                     |
| Simon Holt          | 05-04-1988          | Verenigd Koninkrijk | Neo                    |                     |
| Christopher Newton  | 29-09-1973          | Verenigd Koninkrijk |                        |                     |
| Robert Partridge    | 11-09-1985          | Verenigd Koninkrijk |                        |                     |
| Matthew Rowe        | 28-04-1988          | Verenigd Koninkrijk | Neo                    |                     |
| Shaun Snodden       | 17-04-1981          | Verenigd Koninkrijk |                        | ?                   |

## Seizoen 2006
| Ploegbezetting 2006 | Ploegbezetting 2006 | Ploegbezetting 2006 | Ploegbezetting 2006 | Ploegbezetting 2006                            |
| Naam                | Geboortedatum       | Nationaliteit       | Ploeg 2005          | Ploeg 2007                                     |
| ------------------- | ------------------- | ------------------- | ------------------- | ---------------------------------------------- |
| Dale Appleby        | 19-12-1986          | Verenigd Koninkrijk | Neo                 | ?                                              |
| Ben Greenwood       | 30-07-1984          | Verenigd Koninkrijk |                     | ?                                              |
| Kristian House      | 06-10-1979          | Verenigd Koninkrijk | ?                   | Navigators Insurance                           |
| Christopher Newton  | 29-09-1973          | Verenigd Koninkrijk |                     |                                                |
| Evan Oliphant       | 08-01-1982          | Verenigd Koninkrijk |                     | Driving Force Logistics-Cycling News-Litespeed |
| Robert Partridge    | 11-09-1985          | Verenigd Koninkrijk | Neo                 |                                                |
| Robin Sharman       | 02-12-1979          | Verenigd Koninkrijk |                     | ?                                              |
| Shaun Snodden       | 17-04-1981          | Verenigd Koninkrijk |                     |                                                |

| Overwinningen 2006                  | Overwinningen 2006 | Overwinningen 2006 | Overwinningen 2006 |
| Wedstrijd                           | Datum              | Categorie          | Winnaar            |
| ----------------------------------- | ------------------ | ------------------ | ------------------ |
| 4e etappe New Zealand Cycle Classic | 27-01-2006         | 2.2                | Evan Oliphant      |
| 3e etappe Ronde van Bretagne        | 27-04-2006         | 2.2                | Kristian House     |
| 1e etappe An Post Rás               | 21-05-2006         | 2.2                | Christopher Newton |
| 6e etappe An Post Rás               | 26-05-2006         | 2.2                | Christopher Newton |
| Eindklassement An Post Rás          | 28-05-2006         | 2.2                | Kristian House     |
| proloog Boucles de la Mayenne       | 15-06-2006         | 2.2                | Christopher Newton |

## Seizoen 2005
| Ploegbezetting 2005 | Ploegbezetting 2005 | Ploegbezetting 2005 | Ploegbezetting 2005 | Ploegbezetting 2005                            |
| Naam                | Geboortedatum       | Nationaliteit       | Ploeg 2004          | Ploeg 2006                                     |
| ------------------- | ------------------- | ------------------- | ------------------- | ---------------------------------------------- |
| Leigh Cowell        | 28-04-1982          | Verenigd Koninkrijk | Neo                 | ?                                              |
| Dean Downing        | 24-01-1975          | Verenigd Koninkrijk | ?                   | Driving Force Logistics-Cycling News-Litespeed |
| Russell Downing     | 23-08-1978          | Verenigd Koninkrijk | ?                   | Driving Force Logistics-Cycling News-Litespeed |
| Ben Greenwood       | 30-07-1984          | Verenigd Koninkrijk | Neo                 |                                                |
| Robert Hayles       | 21-01-1974          | Verenigd Koninkrijk | ?                   | Scienceinsport.com                             |
| Paul Manning        | 06-11-1974          | Verenigd Koninkrijk | ?                   | Landbouwkrediet-Colnago                        |
| Christopher Newton  | 29-09-1973          | Verenigd Koninkrijk | ?                   |                                                |
| Evan Oliphant       | 08-01-1982          | Verenigd Koninkrijk | ?                   |                                                |
| Robin Sharman       | 02-12-1979          | Verenigd Koninkrijk | Neo                 |                                                |
| Shaun Snodden       | 17-04-1981          | Verenigd Koninkrijk | ?                   |                                                |

| Overwinningen 2005           | Overwinningen 2005 | Overwinningen 2005 | Overwinningen 2005 |
| Wedstrijd                    | Datum              | Categorie          | Winnaar            |
| ---------------------------- | ------------------ | ------------------ | ------------------ |
| 5e etappe Ronde van de Kaap  | 13-03-2005         | 2.2                | Russell Downing    |
| 1e etappe Ronde van Bretagne | 26-04-2005         | 2.2                | Russell Downing    |
| 3e etappe Ronde van Bretagne | 28-04-2005         | 2.2                | Russell Downing    |
| 6e etappe Ronde van Bretagne | 01-05-2005         | 2.2                | Russell Downing    |
| 2e etappe An Post Rás        | 23-05-2005         | 2.2                | Christopher Newton |
| 3e etappe An Post Rás        | 24-05-2005         | 2.2                | Christopher Newton |
| 6e etappe An Post Rás        | 27-05-2005         | 2.2                | Christopher Newton |
| Eindklassement An Post Rás   | 29-05-2005         | 2.2                | Christopher Newton |
| Brits wegkampioenschap       | 26-06-2005         | CN                 | Russell Downing    |